# Liste der Kulturgüter in Cugy FR
Die Liste der Kulturgüter in Cugy FR enthält alle Objekte in der Gemeinde Cugy im Kanton Freiburg, die gemäss der Haager Konvention zum Schutz von Kulturgut bei bewaffneten Konflikten, dem Bundesgesetz vom 20. Juni 2014 über den Schutz der Kulturgüter bei bewaffneten Konflikten sowie der Verordnung vom 29. Oktober 2014 über den Schutz der Kulturgüter bei bewaffneten Konflikten unter Schutz stehen.
Objekte der Kategorien A und B sind vollständig in der Liste enthalten, Objekte der Kategorie C fehlen zurzeit (Stand: 1. Januar 2023).

## Kulturgüter
| Foto |                                                                                 | Objekt                                                                                        | Kat. | Typ | Standort                            | Beschreibung |
| ---- | ------------------------------------------------------------------------------- | --------------------------------------------------------------------------------------------- | ---- | --- | ----------------------------------- | ------------ |
| ja   | Datei hochladen · Wikidata zu Pfarrkirche Saint-Martin (Q29479033)              | Pfarrkirche Saint-Martin / Église paroissiale Saint-Martin KGS-Nr.: 02008                     | A    | G   | Grand-Rue 59a 558351 / 185005       |              |
| ja   | Datei hochladen · Wikidata zu Schloss der Herren von Estavayer-Cugy (Q29689240) | Schloss der Herren von Estavayer-Cugy / Château des seigneurs d’Estavayer-Cugy KGS-Nr.: 02007 | B    | G   | Rue du Château 25 558090 / 184850   |              |
| ja   | Datei hochladen · Wikidata zu Bauernhaus Christe Franex (Q29689271)             | Bauernhaus Christe Franex / Ferme de Christe Franex KGS-Nr.: 02009                            | B    | G   | Grand-Rue 72 558475 / 185013        |              |
| ja   | Datei hochladen · Wikidata zu Schloss de La Cour (Q29689256)                    | Schloss de La Cour / Château de La Cour KGS-Nr.: 13045                                        | B    | G   | Route de la Cour 22 558306 / 185123 |              |